# NGC 7821
NGC 7821 (другие обозначения — PGC 367, MCG -3-1-19, IRAS00027-1645) — спиральная галактика (Sc) в созвездии Кит.
Этот объект входит в число перечисленных в оригинальной редакции «Нового общего каталога».